# Справа в тобі
«Справа в тобі» (англ. A Case of You) — американський кінофільм режисера Кетерін Ганнінгем-Івс, що вийшов на екрани в 2013 році.

## Сюжет
Фільм розповідає про молодого письменника, який трохи прикрашає свою анкету на сайті знайомств, щоб зачарувати вподобану йому дівчину.

## У ролях
| Актор            | Роль |
| ---------------- | ---- |
| Джастін Лонг     | -    |
| Еван Рейчел Вуд  | -    |
| Кейр О'Доннелл   | -    |
| Бізі Філіппс     | -    |
| Сієнна Міллер    | -    |
| Пітер Дінклейдж  | -    |
| Брендан Фрейзер  | -    |
| Сем Рокуелл      | -    |
| Вінс Вон         | -    |
| Пітер Біллінгслі | -    |

## Знімальна група
- Режисер — Кетерін Ганнінгем-Івс
- Сценарист — Крістіан Лонг, Джастін Лонг, Кейр О'Доннелл
- Продюсер — Джессі Кеннеді, Логан Леві, Джастін Лонг
- Композитор — Матео Мессіна